# Juli Briskman
Juli Ellyn Briskman (de soltera Klyce; nacida el 16 de marzo de 1967) es una política, analista de marketing y periodista estadounidense. Ella es supervisora del distrito de Algonkian del condado de Loudoun, Virginia. Briskman atrajo la atención internacional por mostrarle el dedo del medio al presidente de los Estados Unidos Donald Trump en Sterling, Virginia, cuando regresaba de un viaje de golf en 2017. Una vez más recibió atención internacional en 2019, por haber sido elegida para la Junta de Supervisores del condado de Loudoun.

## Primeros años
Briskman es originaria del área metropolitana de Columbus, Ohio, y se graduó de Worthington High School, donde era una atleta de hockey sobre hierba, en 1985. Se graduó de la Universidad Estatal de Ohio en 1990, con un título en periodismo. Ella trabajó para el periódico escolar, The Lantern. Recibió una maestría en Marketing de la Escuela de Negocios Carey de la Universidad Johns Hopkins en 1998.

## Carrera
Briskman realizó una pasantía para el Kuwait Times, donde fue noticia por escapar a Arabia Saudita cuando los iraquíes invadieron Kuwait. Trabajó en el Departamento de Estado de los Estados Unidos como oficial de enlace comunitario durante ocho años, incluidas las embajadas en Riga, Letonia y Almatý, Kazajistán. Después de trabajar en el Departamento de Estado, trabajó como departamento de admisiones y marketing de Village Green Day School. Trabajó como analista de marketing en varias empresas hasta principios de 2019, incluso como directora de marketing de una empresa de atención médica en Chantilly, Virginia.
Recibió un certificado de la Universidad de Georgetown en 2017.

### Controversia por dedo del medio
Briskman estaba montando su bicicleta cuando la caravana de Trump pasó al lado de ella. Ella decidió mostrar su dedo del medio mientras montaba su bicicleta, lo que fue captado por la cámara del fotógrafo de prensa de la Casa Blanca. Briskman había trabajado como analista de marketing para Akima, LLC, un contratista del gobierno, durante ocho meses, hasta que fue despedida por usar la foto viral como encabezado. Ella demandó a la empresa por despido injustificado ya que otro empleado también tenía «contenido obsceno», que era trabajo de Briskman marcar, en sus cuentas de redes sociales, pero se le permitió eliminarlo. Su reclamo no fue aprobado en la corte porque las leyes de empleo a voluntad de Virginia no cubren la libertad de expresión. El juez le otorgó la indemnización por despido total que se le debía.

### Elección en 2019
En 2018, Briskman anunció su intención de postularse para un cargo público en el condado de Loudoun, en lugar de apelar la decisión judicial. En 2019, se postuló para el puesto por el distrito de Algonkian de la Junta de Supervisores del condado de Loudoun y fue elegida el 5 de noviembre, derrotando a Suzanne M. Volpe, titular de ocho años. Se describió a sí misma como postulándose en políticas como el ambientalismo, la educación y los derechos de las mujeres, en lugar de la infamia que recibió por su gesto al presidente. The Washington Post describió su victoria como «fabulosa venganza», así como The Times de Londres también la describió como tal; Gerard Baker señaló que la victoria resalta los problemas percibidos del presidente Trump con el grupo demográfico de mujeres suburbanas estadounidense.

## Vida personal
Briskman se mudó al condado de Loudoun a principios de la década de 2000. Es madre de dos hijos con su exesposo. Briskman también ha trabajado a tiempo parcial como instructora de yoga.